# Manuel López Santana
Manuel López Santana, també conegut com a Manolo, és un exfutbolista canari. Va néixer a Arucas, el 8 d'abril de 1961. Ocupava la posició de porter.

## Trajectòria
Després de destacar al club de la seua ciutat natal, l'Arucas CF, al 197t s'incorpora al filial de la UD Las Palmas. A la 80/81 pujaria al primer equip, amb qui debutaria a la màxima categoria jugant sis partits eixa mateixa temporada.
Manolo va ser el porter suplent de Las Palmas al llarg de la dècada dels vuitant, tot jugant tant a Primera com a Segona Divisió. Només va gaudir de la titularitat a la 82/83 (22 partits) i a la 87/88 (27 partits).
A la 88/89 baixa a Segona B per jugar amb l'AD Ceuta (millor porter de la categoria), i a l'any següent es reenganxa a l'altre gran equip de les Illes, el CD Tenerife, com a tercer porter, darrere dels uruguaians Belza i Zeoli. Però, a partir de 1990 es fa amb un lloc a l'onze inicial, que mantindria gairebé durant les següents quatre campanyes, totes elles a primera divisió.
L'estiu de 1994 retorna a la UD Las Palmas, que ara militava a Segona B. Amb els groguets va romandre tres anys més abans de penjar les botes el 1997.
Després de la seua retirada, Manolo ha exercit d'entrenador de l'Arucas CF la temporada 06/07.